# Tachouda
Tachouda (în arabă تاشودة) este o comună din provincia Sétif, Algeria.
Populația comunei este de 7.578 de locuitori (2008).